# Patareixnes
Patareixnes (llegit antigament i de manera errònia Penreixnes) va ser una reina egípcia de la XXII Dinastia. Va ser l'esposa del faraó Xoixenq I.
No es coneixen els noms dels seus pares. Aidan Mark Dodson i Dyan Hilton suggereixen que el seu pare ocupava el càrrec de Gran Cap d'Estrangers, cosa que indicaria que era libi.
Pentreshmes és coneguda per un cert nombre de documents, en particular una estàtua del seu fill Nimlot B avui a Viena (AOS 5791). Sembla que només va donar un fill a Xoixenq I: Nimlot B (o Namit), que va ser nomenat pel seu pare rei d'Heracleòpolis, perquè gestionés els afers del centre d'Egipte.